# مدينة الملائكة
مدينة الملائكة  كتاب للكاتب المصري الدكتور يوسف إدريس صدر عام 1984 عن الهيئة المصرية العامة للكتاب في 214 صفحة. ويتضمن 21 مقالة للدكتور إدريس  عن الأحداث الثقافية والاجتماعية والعامة التي كانت جارية وقت كتابتها.

## محتوى الكتاب
مدينة الملائكة - (افصلوني - أرجوكم – معه) - الضحك حتى البكاء - الخروج إلى الشمال - إننا نختنق … نختنق - خطاب من راكبة أتوبيس - فلنكتشف أنفسنا - التليفزيون - الشعب القوي هو الذي يغير - وداعًا أيها المجلس وإلى غير لقاء - المندوب الغائب - اللص ذو الأقدام الكبيرة - عبقرية المعارف - مركز الدائرة - وذهبت للدعوة الغامضة - أحفادك يا طه - أجادير في عينيك - رسالة من الجنادرية - في ألمانيا - مركَّب النقص ومركب العظمة - المجتمعات الوسط.

## ملخص الكتاب
مدينة الملائكة: أنا في بلد غريب تماما، وكأن الدعوة كانت فرصة لكي أغمي عيني وأقذف نفسي في سفرة أخرى، وها أنا ذا أفيق على حقيقة أني في مدينة رهيبة الغنى والأبعاد، أقصر شارع فيها طوله سبعون كيلو مترًا، وعربات بوليسها وإسعافها لا تكف عن النعيق، والعربات الأمريكية الهائلة الحجم كثيرة كثيرة وصفوفًا صفوفًا، تدبر حمراء وتقبل بأنوار بيضاء ساطعة، ماذا أتى بي يا ربي وماذا أفعل هنا، وماذا سأفعل في الجامعة غدا أو على الأصح بعد أن تذهب عني «تولة» الرحلة؟
افصلوني - أرجوكم - معه: بعد التحية - مقدمه لسيادتكم الطالب محمد حامد الحمامي، أمين اللجنة الثقافية باتحاد المعهد الفني للفنادق ببورسعيد - أما بعد، فأنا آسف إذ أبلغك بأنني فُصلت من المعهد بسبب اتباعي لرأي سيادتك، سامحك الله يا دكتور يوسف؛ فأنت السبب في فصلي من المعهد. فقد قرأت مقالك أو مفكرتك التي تنشرها كل يوم اثنين في جريدة الأهرام، والتي كانت تتناول إيقاظ الهمة لدى الرأي العام المصري بالطريقة الشرعية لمساندة الانتفاضة الفلسطينية في الضفة وقطاع غزة، وقد ناشدت في هذا المقال كل التجمعات السياسية والعمالية والطلابية بأن تتحرك لدعم الانتفاضة... وما كان مني إلا أن حاولت أن أساهم في هذا الاحتجاج بطريقتي الخاصة المشروعة بأن أقيم معرضا عن الانتفاضة.... فُوجئت بدلا من الموافقة بأن مباحث أمن الدولة في بورسعيد تستدعيني وتحقق معي بأسلوب وطريقة كأنني قمت بعمل إجرامي ضد الدولة.
الضحك حتى البكاء: اتصل بي صديقي الفنان عادل إمام يدعوني للانضمام لجهود اللجنة الفنية التي نشأت لدعم الانتفاضة الفلسطينية الأخيرة، والتي اقترح عادل إمام إقامة حفل كبري يخصص دخله لدعم الانتفاضة.
الخروج إلى الشمال: أجل، الخروج ليس من الأزمة ولكن من الوادي الضيق للأزمة، ذلك الذي طالما نحن محشورون فيه فإننا أبدا لا يمكن أن نرى الحل من خلال نظرتنا التي ضاقت به وضاق بها.
إننا نختنق … نختنق: ترى المواطن في شارع القاهرة ثائراً يلهث من قلة الأوكسجين، تائه الوجهة والتركيز من ضجة الأصوات والميكروفونات، سريعا ما يصيبه الكلل والتعب، نافد الصبر، بطيء الحركة، مصابًا بما أسميته «التولة» غالبًا ما ينتهي أمره إلى كلفتة عمله، أو الانهيار جلوساً على قهوة، أو أمام مكتب وارم القلب والعقل يلهث بلا تعب ويعرق بلا أي مجهود، ويقصر عمره ويزداد وزنه من قلة الحركة والنشاط؛ فهو يعيش في جهنم مليئة بالتلوث، والدخان، والغبار، والضجة الخرافية تحاصره ولا حفنة من هواء نقي، أو هدوء، يستطيع معها أن يلتقط أنفاسه أو أنفاس عقله، ويعود كائنًا بشريٍّا يصلح بما يصلح له أي كائن بشري في أي مكان آخر من العالم.
خطاب من راكبة أتوبيس: سلامي تحياتي - رجاء أن أحيط سيادتكم علما بالآتي: نحن صنف المرأة نعاني الأمرين في المواصلات - الزحام شديد جدا والاختلاط فيه لا يليق مطلقاً، يعلم الله المواصلات بالنسبة لنا رعب - وركوب الأتوبيس بالنسبة لي أنا بالذات جهنم الحمراء. كتبت لحضرتك بالذات لأنك تستطيع أن تقدر مدى الإهانة النفسية والألم لمجرد اتخاذ الاحتياط والدفاع عن النفس.
فلنكتشف أنفسنا: سألت عالماً هنديٍّا عما يعنيه بالضبط بتلك العبارة، فقال: ليست حضارتكم حضارة ومعمار ولغة وعلوم فقط، ولكنها الحضارة التي أحدثت في العالم القديم ثورة حضارية لا تقل عن الثورة التي أحدثتها الصناعة واكتشاف البخار والكهرباء والذرة والتكنولوجيا في عصرنا الحاضر.
التليفزيون: هنا أذكر التليفزيون بشكل خاص فلأن أثره لا يعادل آثار كل وسائل الإعلام مجتمعة من صحافة وكتب وإذاعة فقط، ولكن أثره يعادل مئات بل آلاف المرات تلك الوسائل.
الشعب القوي هو الذي يغير: لنؤجل أي موضوع آخر إلى حين؛ فاليوم الاثنين يوم هام، اليوم يوم الاستفتاء، وقد يكون الموضوع المطروح هو نعم أو لا للرئيس حسني مبارك، ولكنني أرى الموضوع من زاوية أخرى؛ فالاستفتاء الحقيقي في رأيي هو الاستفتاء حول «وجود أو غياب» الشعب المصري والإرادة الشعبية المصرية.
وداعا أيها المجلس وإلى غير لقاء: كانت مجالسنا النيابية والتشريعية وحتى الاستشارية أكثر قوة وفاعلية ونضجا من تلك المجالس التي مللنا وجودها منذ أول مجالس ما قبل وبعد عام 1952 إلى الآن، مجالس يفخر المصريون بأنه مجلسهم وقيادتهم الجماعية الحقيقية.
المندوب الغائب: أثبتت الوثائق بعد هذا لم يكن اختيار فلسطين لتكون قاعدة للاستعمار الاستيطاني القادم عبثاً؛ لقد اخِتيرت لتشطر الأمة الإسلامية بشكل عام والأمة العربية بشكل خاص إلى شطرين.
اللص ذو الأقدام الكبيرة: أن يكسر لص باب شقة أو يقتحم نافذتها ممكن أن تحدث، ولكن أن يكون الدافع إلى السرقة، الدافع الوحيد، هو أنبوبتا بوتاجاز فارغتان، مسألة غريبة فعلا.
عبقرية المعارف: أننا، المصريين، كأحصنة السباق، لا تتبدى قدرتنا المخيفة على العمل والإنجاز إلا قرب النهاية، نهاية السباق أو نهاية الدراسة أو نهاية المشاريع، وإلا فما الذي كان يمنع أن يُنجز كثير من العمل الجاري إنجازه الآن أثناء التشطيبات الأخيرة لأول مترو أنفاق في آسيا وأفريقيا باستثناء اليابان.
مركز الدائرة: سر الكون، وسر الشعب المصري.
وذهبت للدعوة الغامضة: كان قلبي يحدثني أننا ذاهبون إلى سيناء، فصحيح أن الجيش الثالث يحتل جانبًا من الضفة الشرقية للقناة ومدينة السويس، ولكن فرحتي أكدت لي أننا بسبيلنا إلى القيام بزيارة لمكان ما في سيناء تدور فيه معركة بالذخيرة الحية.
أحفادك يا طه: هذا هو المعرض العشرون للكتاب، في لمحة خاطفة لمعت في ذاكرتي صورة أول معرض كما أقيم لأول مرة في أرض المعارض القديمة بالجزيرة في يناير عام 1968.
أجادير في عينيك: أن محمد بن عيسى طور الفكر وتفتح ذهنه عن إقامة مهرجان أسيلة للفنون والآداب كل عام، وأقيم المهرجان وأصبحت حديث أوروبا وأمريكا، انتقلت من قرية صيادين في العالم الثالث إلى لوحة عالمية يرنو إليها أي أوروبي أو غير أوروبي، يرغب أن يراها رأى العين. أرأيتم ما أقصده... إن مجهود فرد واحد أو فردين مخلصين ممكن أن يحولا قرانا الموحشة إلى جنات... فقط أين الإرادة؟
رسالة من الجنادرية: والآن أنا أكتب لكم هذه الكلمة وأنا في مهرجان الجنادرية وهي منطقة صحراوية تبعد عن الرياض بحوالي خمسين كيلو مترًا.
في ألمانيا: كنا ديكور عدالة وكان علينا أن نخاطب أدمغة محصنة ضد أي نفاذ.
مركب النقص ومركب العظمة: أجل لقد خرجت من رحلتي إلى اليابان وألمانيا أن «المتعوس» الخطير قد التقى «بخائب الرجا» الأخطر كما نقول في أمثالنا العامية وهو لقاء يا ويل العالم منه.
المجتمعات الوسط: كيف بإمكان مجتمع كهذا أن تنفجر طاقاته ويعمل وينتج وينمو، والدولة تتولى بتر أي صلات تنشأ داخله لتحوله إلى جسد حي كبير منتج.

## نقد وتعليقات
نشر موقع الميدان نيوز في أول أغسطس 2021، في ذكرى رحيل يوسف إدريس (أول أغسطس 1991) مقالة جاء فيها: "نحن بصدد عرض رسالته لطه حسين، والتي كتبها بعد سنوات من وفاة العميد، وألحقها بكتابه "مدينة الملائكة" بمناسبة معرض الكتاب، بعنوان "أحفادك يا طه"، وهي مقال جاء في صورة رسالة يصف فيها أحوال الثقافة، وتعافي مصر من آثار نكسة يونيو، فطمأن العميد وهو في قبره بأن القاهرة عادت عاصمة للثقافة. وكان العميد ممن دعموا إدريس في بداياته.... ويقول إدريس موجهًا كلامه لطه حسين: "يا أستاذنا طه حسين الذي قلت في أعوام عجاف: أخشى أن تكون القاهرة قد فقدت دورها كعاصمة للثقافة .... ألست فرحًا باحفادك الكُتاب الشبان وكتبهم تُعرض وتُترجم وتُدرس وملامحهم ثابتة الوثوق أمام الكاميرات والميكروفونات وجماهير الندوات الحاشدة؟ عدنا وعادت القاهرة ليست عاصمة فقط، ولكن عادت عيدًا للثقافة والشعراء وللكلمة والرمز الذي يجمع أمة العرب ويستأمنونه على كل أمجادهم .... وغدًا بإذن الله لا يدخل فمنا سوى خبزنا من أرضنا، خبزنا الحلال من أرضنا الحلال، فسَنَسحق - ولو كأطفال الضفة وغزة، بالحجارة وبالكلمة وبطيبتنا وبصدقنا - أعدائنا وكل قنابلهم الذرية والهيدروجينية وأكاذيبهم وادعاءاتهم وبطشهم الجبان ووجودهم الرعديد".
كتب سليمان جودة في صحيفة المصري اليوم في 7 مايو 2018: «جاءه يوماً شاب من كلية التربية في بورسعيد، يشكو إليه أنهم فصلوه من الكلية لأنه أقام معرضاً فيها عن انتفاضة أبناء فلسطين، فخصص له» مفكرة يوسف إدريس«، التي كان يكتبها على نصف الصفحة في» الأهرام«، كل ثلاثاء، وكتب عنه تحت هذا العنوان أرجوكم.. افصلونى معه. وكتب يقول إنه يطلب فصله من الجريدة إذا لم يرجع الطالب إلى الكلية!.. وقد عاد الطالب في الأسبوع التالى دون تأخير».
تحدث محمد متروك أيضاً على موقع القاهرة 24 بتاريخ أول أغسطس 2021 عن خطاب إدريس إلى طه حسين قائلاً: «الثقافة أيضًا لا بُدَّ أن تكون كالتعليم كالماء كالهواء، كالخبز، حتى كالخبز المدعوم والخبز الآلي، لا بُدَّ أن يدعم، فخبزنا الثقافي عيبه أنه أصبح غاليًا تمامًا يا أستاذنا، والله يرحم أيامكم الحلوة حين كان الكتاب ككيلو اللحم بخمسة قروش».

## وصلات خارجية
https://www.cairo24.com/1260744 مدينة الملائكة
https://www.hindawi.org/books/75730581/ مدينة الملائكة
https://www.youtube.com/watch?v=5ibI8L6022Q مدينة الملائكة
https://www.youtube.com/watch?v=hSPNvuyVPHk مدينة الملائكة